# Микротрон

Схема классического микротрона

Разрезной микротрон

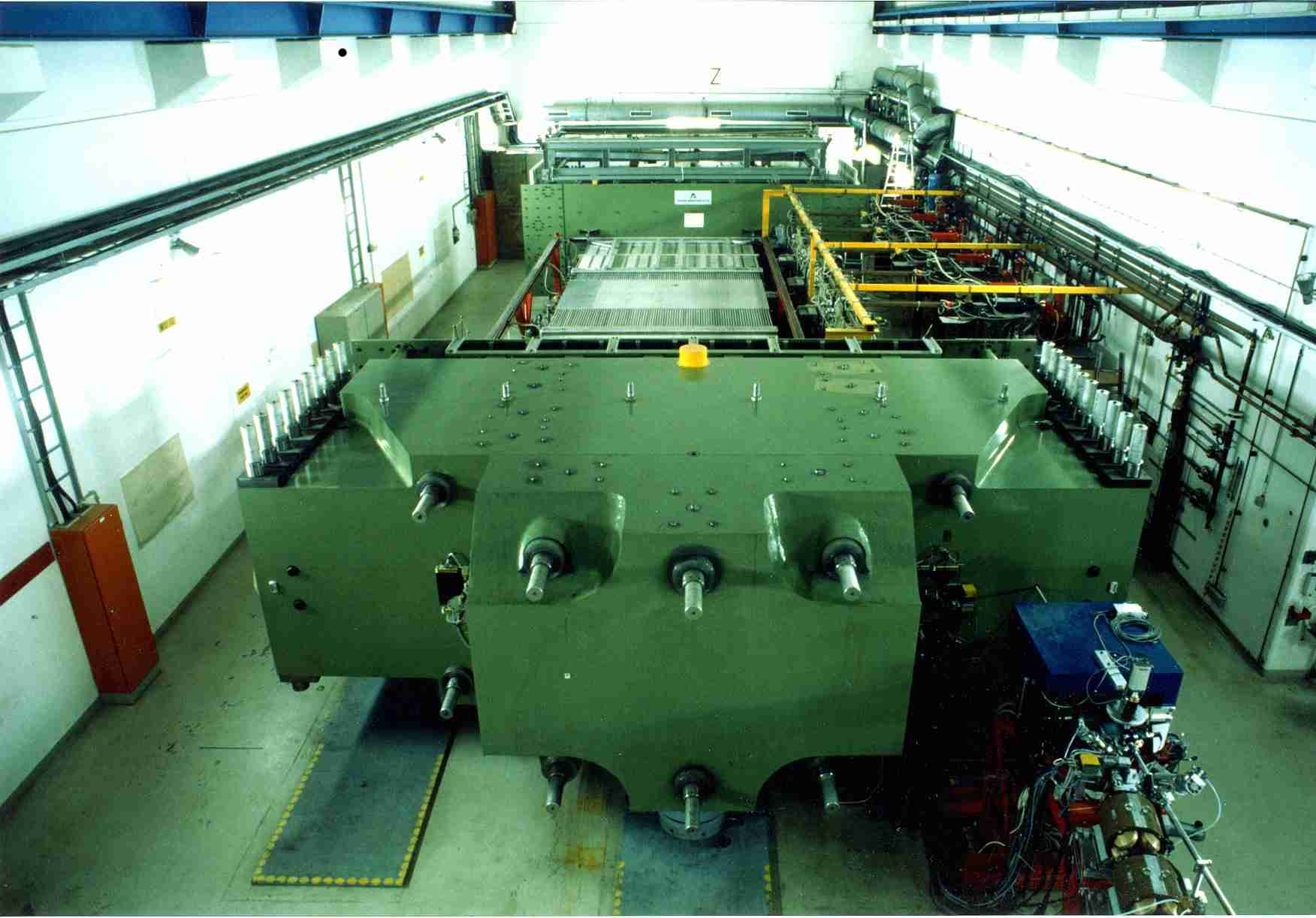
Разрезной микротрон MAMI-B, третья ступень комплекса MAMI, для ускорения пучка электронов до 880 МэВ

Микротро́н (от микро + электрон) (Ускоритель с переменной кратностью) — тип резонансных циклических ускорителей электронов. В микротроне ведущее магнитное поле и частота ускоряющего поля постоянны (как в циклотроне), однако период обращения сгустка на каждом обороте изменяется, так чтобы каждый раз частицы приходили в ускоряющий зазор в правильной фазе высокочастотного электрического поля.

## Принцип действия
Классический микротрон, идея которого была предложена в 1944 году В. И. Векслером, представляет собой круглый дипольный магнит, но в отличие от циклотрона частицы инжектируются не в центре, а с краю, где установлены полые ускоряющие электроды. Далее частицы движутся по окружностям всё большего радиуса, получая на каждом обороте приращение энергии такое, чтобы новая частота обращения вновь была кратна частоте ВЧ-системы. Отметим, что такое изменение частоты обращения возможно только для ультрарелятивистских частиц (поэтому микротрон используется для лёгких частиц, электронов), в то время как в применяемом для нерелятивистских ионов циклотроне частота обращения не зависит от энергии. Ограничением энергии в микротроне служит размер электромагнита, создающего ведущее поле.
Ускоряющее электромагнитное поле имеет частоту микроволнового диапазона и в качестве источника энергии чаще всего используется магнетрон. Вывод пучка ускоренных частиц производится с любой орбиты микротрона с помощью магнитоэкранирующего канала (стальной трубки).

## Разрезной микротрон
Модификация классического микротрона — разрезной или рейстрек-микротрон. В нём имеется два 180-градусных дипольных магнита («магнитное зеркало»), а между ними прямолинейные промежутки с ускоряющей ВЧ-системой и другими элементами. Для компактности, орбита пучка на разных оборотах может быть в прямолинейном участке разнесена в разные вакуумные камеры.

## Некоторые микротроны
Крупнейший в мире микротрон — последняя ступень в ускорительном комплексе MAMI в Майнцском университете в Германии. Комплекс состоит из 3,5 МэВ инжектора и каскада из четырёх микротронов, последний из которых имеет энергию 1,5 ГэВ на выпуске.
В Физическом институте им. Лебедева в Москве функционирует 55 МэВ микротрон. Этот микротрон послужит источником гамма-излучения для обнаружения взрывчатых веществ.